# Shimon Adaf
Shimon Adàf (Sderot, 1972) è uno scrittore israeliano.
Nel 1996 ottiene il Premio del Ministro dell'Educazione grazie alla sua prima raccolta di poesie.
Alcune poesie sono state recentemente tradotte e pubblicate in "Poeti israeliani" a cura di Ariel Rathaus della Giulio Einaudi editore, Torino 2007 e in "Forte come la morte è l'amore. Tremila anni di poesia d'amore ebraica”, presentazione di Cesare Segre, traduzione, introduzione e note di Sara Ferrari, Belforte, Livorno 2007.

## Opere
- Il monologo di Icaro, Gvanim, Tel Aviv 1997.
- Ciò che credevo ombra è il vero corpo, Keter, Gerusalemme 2002.
- Un chilometro e due giorni prima del tramonto (Kilometer veyomaim lifne' Hashkia‘), Keter, Gerusalemme 2004.
- Il cuore sepolto (Halev hakavur), Achuzat Bait, Tel Aviv 2006.
- Volti bruciati dal sole (Panim tzruve' khamà), Am Oved, Tel Aviv 2008 (pubblicato in Italia da Atmosphere libri).